# Heinrich Friedrich Frankenberger
Heinrich Friedrich Frankenberger (* 20. August 1824 in Wümbach; † 22. November 1885 in Sondershausen) war ein deutscher Harfenist,  Komponist und Musiklehrer.

## Leben
Frankenberger war Schüler von Plaidy, Bescker und Moritz Hauptmann im Leipziger Conservatorium.
Ab 1847 spielte er als Violinist in der Hofkapelle des Fürstentums Schwarzburg-Sondershausen; danach war er dort Kapellmeister. 1867 erhielt er als Musiklehrer am Fürstlichen Landesseminar den Titel Musikdirektor. Er schrieb unter anderem eine musik- und heimatkundliche Rezension „Orgeln im Herzogtum Schwarzburg-Sondershausen“.
Frankenberger war einer der ersten Lehrer von Hugo Riemann.

## Werke
- Die Hochzeit zu Venedig – Oper, Sondershausen 1847
- Wineta. Romantische Oper in drei Akten. (Erste Aufführung 31. Januar 1851 in Sondershausen; Text)
- Der Günstling – Oper,  Sondershausen 1863[3]
- Klavierwerke
- Lieder

## Schriften
- Heinrich Frankenbergers Abhandlungen über musikwissenschaftliche Fragen, hrsg. von Hermann Gresky. (Sonderheft zu Heft 4 der Mitteilungen des Vereins für deutsche Geschichte u. Altertumskunde in Sondershausen.) Sondershausen 1925.
(Inhalt: Kurze Selbstbiographie; Die Musikzustände zu Sondershausen unter Fürst Günther I. in den Jahren 1720–1740; Aus der Geschichte der Orgel in der Sadtkirche zu Sondershausen; Die Lehre von den Intervallen; Musikunterricht in den Schullehrerseminaren; Dispositionen von den Orgeln in den Kirchen der Unterherrschaft (1870), der Oberherrschaft (1883); Julius Strobel, ein Altmeister der Orgelbaukunst in Thüringen; Urteile von Zeitgenossen über Frankenberger.)
- Anleitung zur Instrumentierung
- Harmonielehre
- Orgelschule
- Choralbuch

## Nachweise
1. ↑  Todesanzeige in Regierungs- und Nachrichtsblatt für das Fürstenthum Schwarzburg-Sondershausen vom 24. November 1885, S. 568.
2. ↑  Der Deutsche. Sondershäuser Zeitung vom 28. September 1867, S. 919.
3. ↑  Premierenbericht in Der Deutsche. Sondershäuser Zeitung vom 7. Februar 1863, S. 131.

| Personendaten    | Personendaten                                                                |
| ---------------- | ---------------------------------------------------------------------------- |
| NAME             | Frankenberger, Heinrich Friedrich                                            |
| ALTERNATIVNAMEN  | Frankenberger, Heinrich                                                      |
| KURZBESCHREIBUNG | deutscher Organist, Komponist, Musikschriftsteller Harfenist und Musiklehrer |
| GEBURTSDATUM     | 20. August 1824                                                              |
| GEBURTSORT       | Wümbach                                                                      |
| STERBEDATUM      | 22. November 1885                                                            |
| STERBEORT        | Sondershausen                                                                |